# Alf T. Samuelsson
Alf Tommy Samuelsson, född 10 april 1949 i Engelbrekts församling i Stockholm, död 18 december 2007 i Enskede församling i Stockholm, var en svensk politiker (kristdemokrat), integrations-, miljö- och idrottsborgarråd i Stockholm 1998–2002. Han gifte sig den 23 oktober 1970 med Ewa Samuelsson. Han var fram till 1991 finanschef på Vattenfall, men började arbeta som statssekreterare för biståndsminister Alf Svensson. 1994 blev han chef för Kristdemokraternas riksdagskansli. Under sin tid som idrottsborgarråd blev Alf T Samuelsson mordhotad, efter att han nekat Sverigedemokraterna att hyra samlingslokaler.
Alf T Samuelsson led av Parkinsons sjukdom. Den var anledningen till att han avgick som borgarråd. På grund av sjukdomen hade han en mer positiv inställning till stamcellsforskning än Kristdemokraterna i övrigt.